# Рибачук Марина Василівна
Марина Василівна Рибачук (7 вересня 1964 — 25 листопада 2023) — українська художниця, член Національної спілки художників України.

## Життєпис та професійна діяльність
Народилася у місті Донецьк. Живопису та малюнку навчалась в студії Народного художника УРСР Холоменюка Івана Олександровича в м. Чернівці. Вищу освіту здобула на художньо-графічному факультеті Івано-Франківського педінституту ім. Василя Стефаника.
Член Національної спілки художників України з 2010 року.
Живе та працює в м. Чернівці. Учасник численних обласних, всеукраїнських та міжнародних виставок. Багато подорожує, бере участь у різноманітних пленерах в Україні та за кордоном.
Постійна та улюблена тема її творчості – архітектурний пейзаж старовинних міст Західної України, насамперед рідного міста Чернівці. Використовує переважно техніку олійного живопису, експериментує в офорті та левкасі.
Картини Марини Рибачук зберігають у Чернівецькому обласному художньому музеї, Чернівецькому будинку-музеї Ольги Кобилянської, у музеї видатних діячів української культури (музей Лесі Українки) в Києві, в музеї історії Буковини міста Сучави (Румунія), в осередку спілки гуцулів Румунії в селі Репедя Марамориш (Румунія), в колекції Темістокля та Орисі Вірст у місті Лес Іссамбр (Прованс, Франція) та багатьох приватних і офіційних колекціях в Україні та світі.

## Творчі виставки та експозиції
2016 рік
- Всеукраїнська виставка абстрактного мистецтва  «Арт акт» м. Чернівці

- Пленер та виставка в м. Дрієніца Словаччина

- Персональна виставка живопису Центр культури «Вернісаж» м. Чернівці

- Всеукраїнська виставка до Дня незалежності України м. Київ.

- 5-й художній пленер на підтримку УКУ, Львівщина.

- Міжнародний Пленер в м. Борша Румунія, Марамориш.

- Міжнародний пленер «Lumina Nordului” м. Ватра-Дорней, Румунія

- Виставка «Чоловіче ню, малюють жінки» галерея «Білий світ» м. Київ

2017 рік
- «Спільна мова двох культур» українсько-румунська виставка, Чернівецький обласний художній музей

- Пленер «Фото-Арт2017» Румунія, Репедя

- Пленер на лазуровому узбережжі Франції в Лес Іссамбрес‚ виставка в галереї Saint Piet

- Персональна виставка живопису «Єтюди Провансу» Обласний художній музей м. Чернівці

- Виставка декоративно-ужиткового мистецтва «Від землі до сонця» м. Чернівці

- ювілейна виставка «Територія душі» в галереї Пласт-арт м. Чернігів

2018 рік
- Львівський осінній салон «Високий замок» (дві роботи)

- Всеукраїнська виставка «Український фолькмодерн» м. Чернівці

- Всеукраїнська виставка до Дня художника, присвячена 80-літтю НСХУ. м. Київ

- Пленер та Виставка українських художників в галереї «Saint Pier» в м. Лес Іссамбресс, Франція

- Виставка ЧООНСХУ в Облдержадміністрації м. Чернівці, присвячена 100-літтю Буковинського Віче

- Виставка, присвячена 155 річниці з дня народження Ольги Кобилянської, обласний художній музей м. Чернівці

- Всеукраїнське бієнале історичного живопису «Україна від Трипілля до сьогодення» м. Київ (дві роботи)

- Пленер в м. Репедя (Кривий), Румунія (спілка гуцулів Румунії)

- Виставка «Французская весна» м. Чернівці

- Виставка з презентацією каталога «Архитектурний пейзаж Чернівців за 200 років»

- Виставка до 30-літтям Чернівецького обласного відделення Українського фонду культури, Чернівецький обласний художній музей

2019 рік
- Виставка «Французькі канікули» Фурлет, Бадяк, Рибачук, центр культури «Вернісаж», м. Чернівці, каталог.

- Учасник - Перша всеукраїнська бієнале левкасу в галереї «Білий світ»

- Виставка «Французькі канікули» Фурлет, Бадяк, Рибачук в виставковій залі Шевченкового гаю, м. Львів.

- Пленер в Словаччині.

- Виставка ЧОНСХУ в м. Сучава в музеї історії Буковини галерея «ПОД»

- Пленер в Чорногорії, м. Бар, Будва

- Персональна виставка, присвячена 55-літтю з дня народження, «Мистецькі подорожі Марини Рибачук», центр культури « Вернісаж», м Чернівці.

- Персональна виставка,  присвячена Дню міста, «Чернівецькі арабески» в Чернівецькому обласному художньому музеї. Подарована картина музею «Театр їм. Ольги Кобилянської», 65х65, 2015 р.

- Міжнародне всеукраїнське Трієнале абстрактного мистецтва «Арт-акт» в центрі культури «Вернісаж», м . Чернівці

- Пленер в Словаччині, м. Сабінов, готель Яворна в Дрєніце, у Мирослава Мартона.

- Осінній салон, м. Львів

- Ювілейна ретроспективна виставка ЧООНСХУ до 75 років створення спілки, ЦК «Вернісаж» м. Чернівці.

2020 рік
- Пленер в Аккермані та Кароліно Бугазі  «Бесарабія Арт пати» кінець серпня -початок вересня 2020 року.

- Персональна виставка «Мистецькі візії Марини Рибачук» мистецька платформа «Шлях до себе», Варшавський квартал,  м. Київ, 18 вересня-11 жовтня

- Учасник виставки живопису в театрально-мистецькій акції Чернівецького обласного осередку фонду культури України, присвяченої 100-річчю з дня народження Пауля Целана, м. Чернівці.

2021 рік
```
    «Галерея 5 поверх», виставка абстракції Анатолій Фурлет, Марина Рибачук, м. Чернівці
    Участь у другій всеукраїнській бієнале левкасу галерея «Білий світ», м. Київ.
    Участь у всеукраїнській виставці «Святковий натюрморт, центральна виставкова зала НСХУ, м. Київ
    Участь,  міжнародна виставка пейзажу “IV Меморіал А.І.Куїнджі, м. Маріуполь.
    Відкритій обласній виставці абстрактного мистецтва, м. Івано-Франківськ, виставкова зала ІФООНСХУ, участь.
    Пленер в Словаччині, м. Дреніца.
    Пленер в Чорногорії, м. Бар
    Участь в обласній виставці ЧООНСХУ, присвяченій 30-літтю відновлення Незалежності України. М. Чернівці, центр культури «Вернісаж»
    Участь у всеукраїнській виставці «Український фолькмодерн 2021», м. Чернівці. (Інсталяція, присвячена Юрію Федьковичу… «Сему-тому, хто цураєсь свого дому»)
    Персональна виставка живопису «Кольори Монтенегро» в галереї «Шлях до себе» … м. Київ.
    Міжнародна виставка Львівський осінній салон «Високий замок», Палац мистецтв, м. Львів.
    Всеукраїнська різдвяна виставка в ЦБХ м. Київ.
```

## Відзнаки
- Лауреат міжнародної літературно-мистецької премії ім. Ольги Кобилянської в номінації образотворче мистецтво за 2013 рік.
- Почесна відзнака Чернівецької обласної ради «За заслуги перед Буковиною» 2019 рік.
- Лауреат обласної премії їм. Одарки Киселиці за створення високохудожніх творів в галузі образотворчого мистецтва, 2020 рік.

- Відзнака Чернівецької облдержадміністрації, ювілейна медаль «100 років Буковинському Віче», 2019 рік.